# باز سوينسون
صقر سوينسُن أو باز سوينسون أو سقاوة سوينسون (Buteo swainsoni)، هو نوع من السقاوات في العالم الجديد حيث تسمى هناك «بالبيزان» من رتبة البازيات. سمي هذا النوع باسم ويليام سوينسون، عالم الطبيعة البريطاني. وهي معروفة بالعامية باسم باز الجراد أو باز الجنادب، لأنه مغرم جدًا بأكريديدا (الجراد والجنادب) وسيأكل هذه الحشرات بشراهة متى توفرت.